# Crisia eburneodenticulata
Crisia eburneodenticulata är en mossdjursart som beskrevs av Smitt ms in Busk 1875. Crisia eburneodenticulata ingår i släktet Crisia och familjen Crisiidae. Inga underarter finns listade i Catalogue of Life.